# Fagerdalsbron
Fagerdalsbron är en bro, som utgör Sidsjövägens sträckning över Sidsjöbäcken mellan Södermalm och Sallyhill i Sundsvall.